# National Amusements
National Amusements, Inc. — американская частная кинотеатральная компания, основана в Массачусетсе, США, в 1936 году под названием The Northeast Theatre Corporation Майклом Редстоуном.
Сейчас National Amusements принадлежит дочери Майкла Редстоуна, Шари Редстоун. Таким образом, через National Amusements Редстоуны контролируют компанию Paramount Global (владеющую телесетью CBS и киностудией Paramount Pictures).

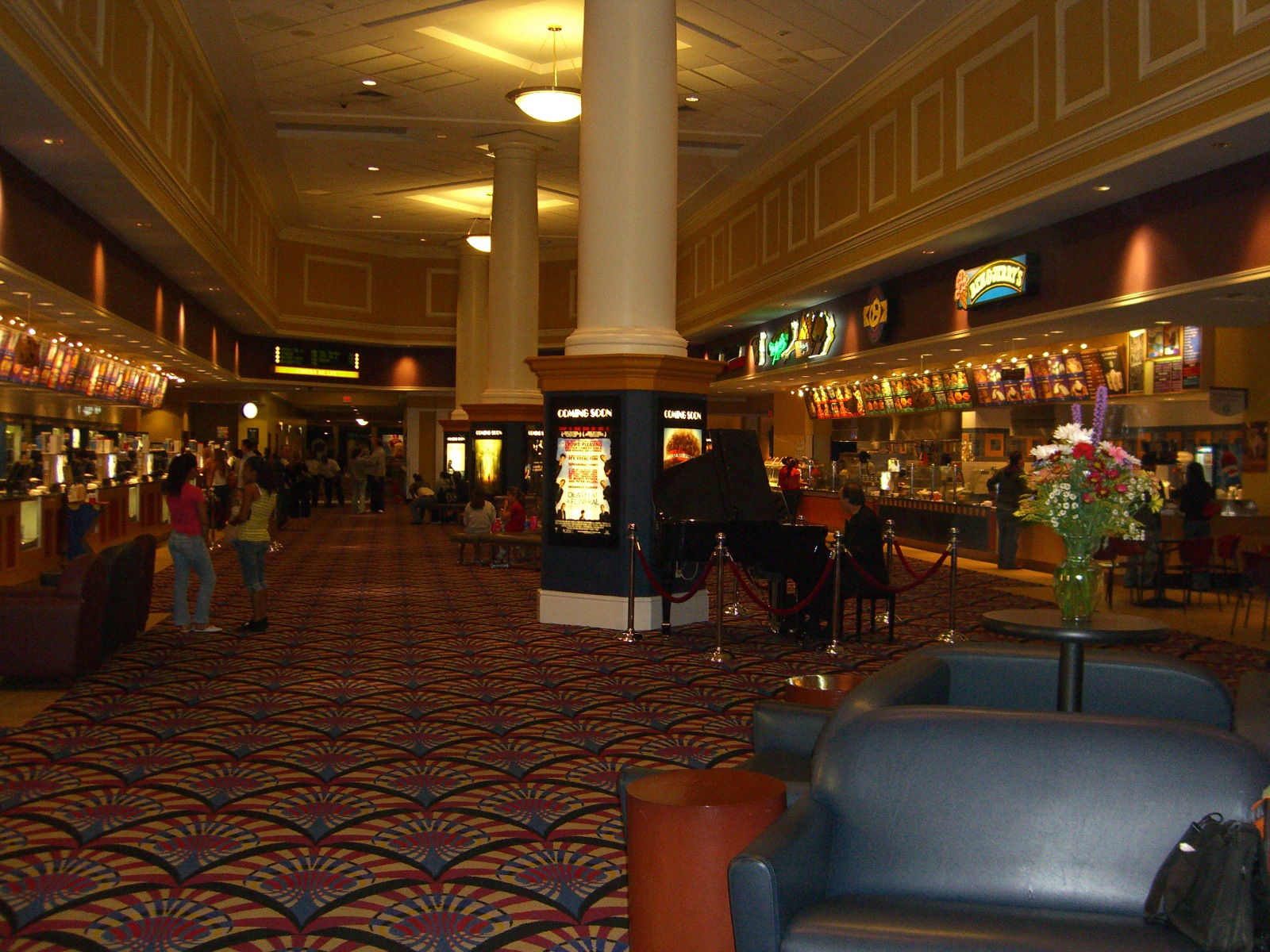
15 Cinema De Lux в Центре города Нью-Йорк. Он включает в себя зал ожидания с телевизором, ящиком для газет и диванами (слева), фортепиано (в центре), и ресторан с баром и грилью (нет на фотографии).
Компания управляет более 1500 кинозалов по всей территории Соединенных Штатов, Великобритании, Латинской Америки и России.

Также National Amusements и MovieTickets.com являются равноправными партнерами.
Компания также управляет более 1500 кинозалов на территории Соединенных Штатов, Великобритании, Латинской Америки и России под принадлежащими ей брендами Showcase Cinemas, Multiplex, Cinema De Lux и Kinostar.
Слоган National Amusements «Welcome to the Show» («Добро пожаловать на Шоу») был придуман рекламным агентом Pike Productions, Inc., с которым у National Amusements был эксклюзивный контракт, пока Filmack не купил компанию Pike в конце 2000-х.
После почти 90 лет контроля компании семьёй Редстоунов, в июле 2024 года кинокомпания Skydance Media объявила о начале слияния с Paramount Global, которое завершится в 2025 году, первым шагом которого станет покупка National Amusements.

## Финансовые Проблемы
Финансовые проблемы начались у Редстоунов в конце 2008 года, когда у миллиардера Самнера Редстоуна был убыток в $ 400 млн без права голоса на акции.
Bloomberg объявил, что National Amusements планирует продать часть своих владений за 390 миллионов USD в целях покрытия банковского долга.

### Продажа театров и подразделений
В октябре 2009 г. National Amusement объявил, что по скидке за 1 миллиард долларов они продают 35 кинотеатров, часть CBS и часть Viacom компании Rave Motion Pictures.

## Конкуренты
- AMC Theatres
- Bow Tie Cinemas
- Cinemark Theatres
- Regal Entertainment Group